# مقاطعة أياغوز
مقاطعة أياغوز (بالكازاخية: Зырян ауданы)،) هي مقاطعة في أوبليس كازاخستان الشرقي، وتقع شرق كازاخستان. المركز الإداري للمقاطعة أياغوز.